# Осташево (Куявсько-Поморське воєводство)
Осташево (пол. Ostaszewo) — село в Польщі, у гміні Лисомиці Торунського повіту Куявсько-Поморського воєводства.
Населення — 810 осіб (2011).
У 1975-1998 роках село належало до Торунського воєводства.

## Демографія
Демографічна структура станом на 31 березня 2011 року:
|          | Загалом | Допрацездатний вік | Працездатний вік | Постпрацездатний вік |
| -------- | ------- | ------------------ | ---------------- | -------------------- |
| Чоловіки | 397     | 75                 | 287              | 35                   |
| Жінки    | 413     | 97                 | 235              | 81                   |
| Разом    | 810     | 172                | 522              | 116                  |